# Ilhuicatl-Meztli

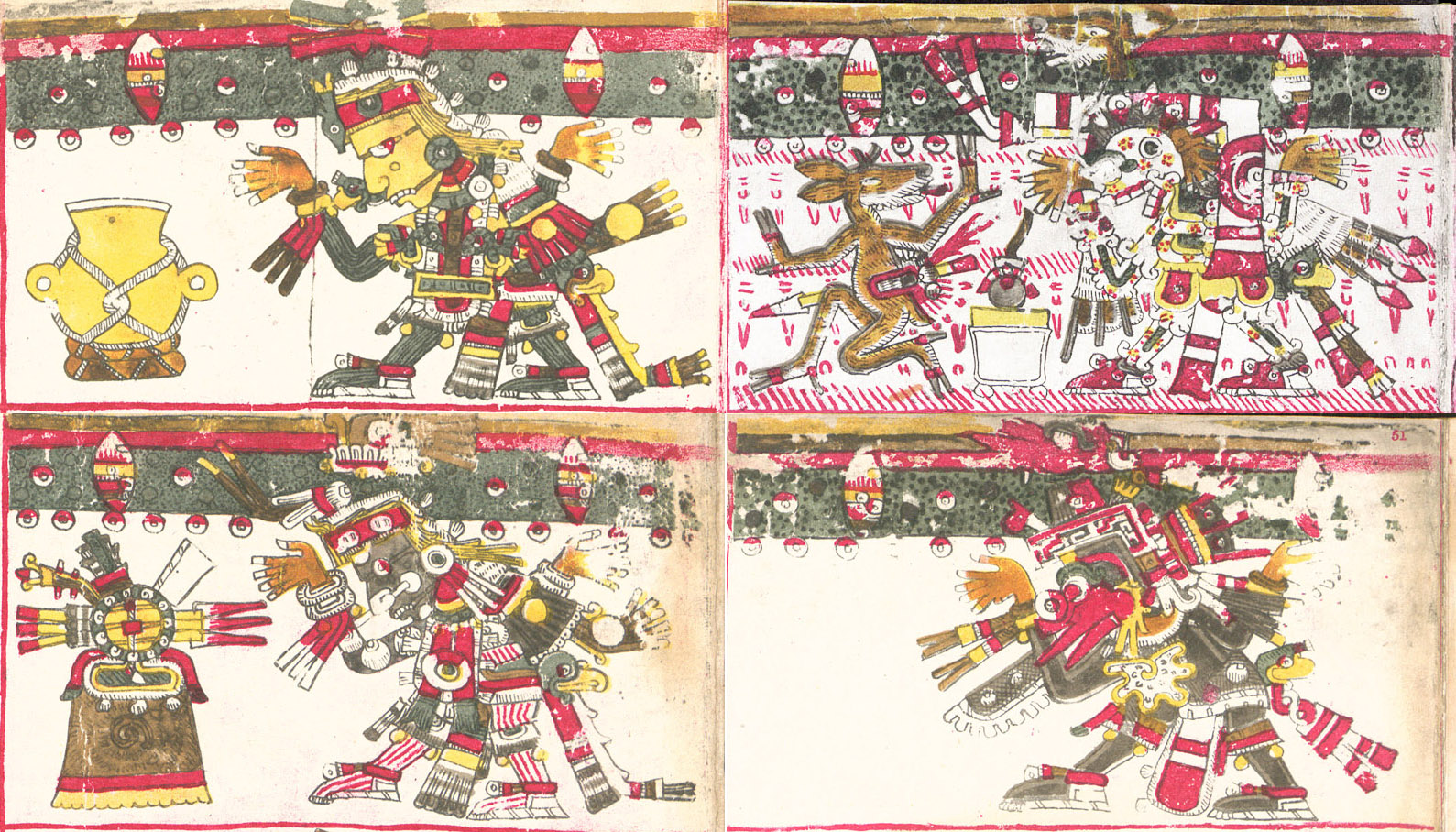
Les quatre points cardinaux ou royaumes de l'univers horizontal décrits dans le Codex Borgia selon la Cosmogonie aztèque.

Ilhuícatl-Meztli (en nahuatl : ilhuicatl, « le ciel » et meztli, « la lune ») est, dans la mythologie aztèque, le premier espace céleste de l'univers vertical. Selon la cosmogonie aztèque, c'est l'endroit où la lune et les nuages se meuvent. Divers dieux résident dans cette région, parmi lesquels Tlazolteotl, déesse de la purification et des sages-femmes, mais aussi patronne des couples adultères et des désirs charnels. C’est là aussi que vivent Meztli, Ehecatl et Tlaloc, qui sont respectivement les dieux de la lune, du vent et de la pluie.